# Chamaecytisus spinescens
Il citiso spinoso (Chamaecytisus spinescens Rothm, 1944) è una pianta perenne suffruticosa appartenente alla famiglia delle Fabacee.

## Descrizione
È una specie camefita suffruticosa con portamento prostrato, alta sino a 50 cm.
I fusti sono rigidi e spinescenti, dall'apice argenteo. Le foglie, minute, sono bianco-argentee. I fiori sono di colore giallo.

## Distribuzione e habitat
Questa specie ha un areale che comprende l'Italia centro-meridionale, la penisola balcanica e l'isola di Creta.
Vive ad un'altitudine di 200–1300 m s.l.m.